# Мюридоглу, Зюхтю
Зюхтю Мюридоглу (тур. Zühtü Müridoğlu; 26 января 1906 года, Стамбул ― 21 августа 1992 года, там же) ―турецкий скульптор, один из первых скульпторов так называемого «республиканского поколения». 

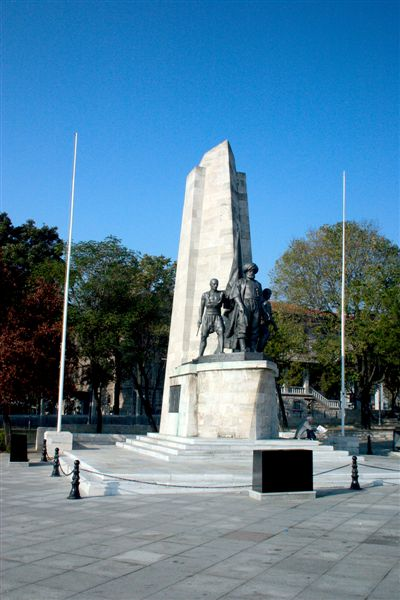
Памятник Хайреддину Барбароссе в Стамбуле. Скульпторы ― Зюхтю Мюридоглу и Али Хади Бара

Зюхтю Мюридоглу был студентом Университета изящных искусств имени Мимара Синана с 1924 по 1928 год, где учился у Ихсана Озсоя. После окончания учёбы в этом университете получил стипендию для продолжения образования в Европе и отправился в Париж. Там он изучал историю искусств при Лувре и эстетику в Сорбонне. По возвращении в Турцию Мюридоглу работал учителем с 1932 по 1936 год. Он был одним из основателей коллектива художников под названием D Grubu («Группа Д»). В 1936 году работал в Стамбульском археологическом музее в качестве скульптора. В 1939 году начал преподавать в Педагогическом институте Анкара-Гази, а позднее перешёл на работу в свою альма-матер, Университет изящных искусств в Стамбуле. С 1947 по 1949 год он снова жил в Париже, после чего вернулся в Университет изящных искусств, где ему была выделена его собственная мастерская. В 1955 году он открыл мастерскую по обработке дерева, а в 1969 году стал профессором. В 1971 году Мюридоглу вышел на пенсию, хотя и по-прежнему продолжал заниматься творческой деятельностью в течение длительного времени. В 1977 году он получил премию фонда Седата Симави и художественную премию Ататюрка в 1981 году.
Свою первую персональную выставку, которая была посвящена дизайну памятников, провёл в 1932 году. После 1953 года Мюридоглу в основном двигался в абстрактном направлении. Он использовал множество природных материалов, таких как, к примеру, ветки деревьев. После 1975 года он вернулся к своему первоначальному стилю.